# William Mole
William Mole, nom de plume de William Anthony Younger né le 16 mai 1917 et mort le 13 février 1961, est un écrivain et poète britannique, auteur de roman policier.

## Biographie
Descendant de Guillaume le Conquérant, il fait des études à Canford School (en) et au collège Christ Church de l'université d'Oxford.
Il écrit plusieurs recueils de poèmes et trois romans policiers avec Alistair Casson Duker dit Casson comme personnage principal. Casson est un négociant en vin, un fin gourmet et un détective amateur travaillant pour le Superintendant Strutt de la brigade criminelle de Londres. Hammersmith Maggot, publié en 1955, est inscrit dans la liste des quatre-vingt-dix romans policiers classiques par Jacques Barzun et Wendell Hertig Taylor dans A Catalogue of Crime. En 1956, il publie La Bosse du crime (Skin Trap) « Une Série noire inhabituelle pleines de subtiles déductions et de dialogues psychologiques entre les deux protagonistes », selon Claude Mesplède.

## Œuvre

### Romans signés William Mole

#### SérieAlistair Casson Duker
- The Hammersmith Maggot, 1955 (autre titre Small Venom et  Shadow of a Killer)
- Goodbye Is Not Worthwhile, 1956
- Skin Trap, 1956 (autre titre You Pay for Pity)
  - La Bosse du crime Série noire no 435, réédition Carré noir no 504, 1983

### Recueils de poèmes signés William Anthony Younger
- The Dreaming Falcons, 1944
- The Singing Vision, 1946

## Sources
- Claude Mesplède, Les années "Série noire" : bibliographie critique d'une collection policière, vol. 1 : 1945-1959, Amiens, Editions Encrage, coll. « Travaux » (no 13), 1992 (ISBN 978-2-906-38934-2), p. 259-260.
- Claude Mesplède et Jean-Jacques Schleret, SN, voyage au bout de la Noire : inventaire de 732 auteurs et de leurs œuvres publiés en séries Noire et Blème : suivi d'une filmographie complète, Paris, Futuropolis, 1982 (OCLC 11972030), p. 279